# Paolo Gillet
Paolo Gillet (Roma, 8 luglio 1929) è un vescovo cattolico italiano, dal 22 febbraio 2005 già vescovo ausiliare di Albano.

## Biografia
Paolo Gillet è nato a Roma l'8 luglio 1929.
Il 19 settembre 1953 è stato ordinato presbitero.
Il 1º gennaio 1990 è stato scelto da papa Giovanni Paolo II quale prelato segretario del vicariato di Roma.
Il 7 dicembre 1993 papa Giovanni Paolo II lo ha nominato vescovo ausiliare di Albano e vescovo titolare di Germa di Galazia. Il 6 gennaio 1994 ha ricevuto l'ordinazione episcopale, nella basilica di San Pietro in Vaticano, per l'imposizione delle mani dello stesso pontefice, co-consacranti gli arcivescovi Giovanni Battista Re e Josip Uhač.
Il 22 febbraio 2005 lo stesso pontefice ha accolto la sua rinuncia, presentata per raggiunti limiti di età, all'ufficio di vescovo ausiliare di Albano.

## Genealogia episcopale
La genealogia episcopale è:
- Cardinale Scipione Rebiba
- Cardinale Giulio Antonio Santori
- Cardinale Girolamo Bernerio, O.P.
- Arcivescovo Galeazzo Sanvitale
- Cardinale Ludovico Ludovisi
- Cardinale Luigi Caetani
- Cardinale Ulderico Carpegna
- Cardinale Paluzzo Paluzzi Altieri degli Albertoni
- Papa Benedetto XIII
- Papa Benedetto XIV
- Papa Clemente XIII
- Cardinale Enrico Benedetto Stuart
- Papa Leone XII
- Cardinale Chiarissimo Falconieri Mellini
- Cardinale Camillo Di Pietro
- Cardinale Mieczysław Halka Ledóchowski
- Cardinale Jan Maurycy Paweł Puzyna de Kosielsko
- Arcivescovo Józef Bilczewski
- Arcivescovo Bolesław Twardowski
- Arcivescovo Eugeniusz Baziak
- Papa Giovanni Paolo II
- Vescovo Paolo Gillet